# Paranemastoma santorinum
Paranemastoma santorinum is een hooiwagen uit de familie aardhooiwagens (Nemastomatidae). De originele naamcombinatie (protoniem) was Nemastoma santorinum Roewer, 1951. Een volgende naamrecombinatie werd gepubliceerd als Paranemastoma santorinum (Roewer, 1951) in Schönhofer 2013.